# マンテル検定
マンテル検定（マンテルけんてい、英: Mantel test）は、ナイサン・マンテルにちなんで名付けられた2つの行列の間の相関関係を検定するノンパラメトリックな検定方法である。用いる行列は同じ階数のものでなければならない；ほとんどの場合、適用となるのは対象のベクトルが同じ行列同士の相関関係である。マンテル検定はアメリカ国立衛生研究所の生物統計専門職であったマンテルによって1967年に最初に発表された。詳しい説明は専門的な統計に関する書籍などで見ることができる(例；Sokal & Rohlf (1995))。

## 利用
マンテル検定は一般に生態学の分野で用いられる。生態学におけるデータの検定は、生物の種などの対象の間の“距離”の推定となることが多いからである。例えば、一つの行列が分子系統学の手法によって得られるような、研究において全てのとりうる種の組み合わせ相互の間の遺伝的距離(例；2つの異なるゲノムの間の違いの量)の推定値を含むような場合である；一方、ある種の地理的分布と他の全ての種の分布との地理的な距離の推定などにも用いられる。

## 方法
もしn個の対象があり行列が対称行列であるなら(つまり対象物 aから対象物bまでの距離はbから aまでと同じになる)、この行列は次の式で表される距離を含む
{\displaystyle {\frac {n(n-1)}{2}}}
距離は相互に独立していないので– 一つの対象物の位置を変えることはこれらの距離の{\displaystyle n-1}を変えることになり(動かした対象物の他のそれぞれの対象物への距離) – 二つの距離のセットの間の相関係数を単純に評価することで調べられなくなり、また統計学的な有意性検定を行うこともできなくなる。マンテル検定はこの問題を取り扱うものである。
ここで用いられる手順はある種のランダム化、あるいは置換検定である。2つの{\displaystyle n(n-1)/2}で表される距離のデータのセットの間の相関関係を計算する。これは相関関係の大きさであると同時に検定統計量となる。原則的にはどのような相関係数を用いることもできる。しかし通常はピアソンの積率相関係数が用いられる。
通常の相関係数の使用とは対照的に、相関関係の有意性を解析するために一方の行列の行および列に対して繰り返しランダム置換を行う。そして相関関係も置換ごとに再計算する。観測された相関関係の重要性の程度は、高い相関関係を導くことになったこれらの置換の割合に該当する。
その理由はもし2つの行列の間に関係がないという帰無仮説が正しければ、行列の行および列の置換から大きい係数も小さい係数も同じような確率で導き出されるはずだ、というものである。2つの行列の各要素の統計上の依存性から来る問題を克服することに加えて、置換検定を用いることで行列の要素の統計的な分布を推測する必要がなくなる。
多くの統計ソフトにはマンテル検定が標準で組み込まれている。

## 批判
マンテル検定やその拡張である偏マンテル検定を導入した論文において帰無仮説とその対立仮説を十分に明示した明確な統計的な枠組みを欠いている例が散見される。こうしたことはこの検定方法がいろんな場面で用いることが可能であるという誤った考えを広めることになっている。例えば、マンテル検定および偏マンテル検定は空間的自己相関分析において欠点があり、誤って低いp値を返すことがある。(例；Guillot and Rousset, 2013))